# Симптом Падалки
Симпто́м Па́далки — клінічний симптом, який є діагностичним для черевного тифу і паратифів, псевдотуберкульозу, кишкового єрсиніозу, кампілобактеріозу.

## Етимологія
Симптом названо на честь радянського українського інфекціоніста, професора Падалки Бориса Яковича, який вперше його описав при черевному тифі. У подальшому було виявлено, що подібний симптом можна знайти й при інших інфекційних хворобах — паратифах, псевдотуберкульозі, кишковому єрсиніозі, кампілобактеріозі, туберкульозі кишечника тощо.

## Опис та сутність симптому
У патогенезі черевного тифу збудники лімфогенно з лімфатичних утворень тонкої кишки поступають у наступний захисний бар'єр на шляху збудника — мезентеріальні лімфатичні вузли. У результаті відбувається їхня гіперплазія, утворення гранульом з великими «тифозними» клітинами з світлою цитоплазмою в цих лімфовузлах. При використанні діагностичного методу — перкусії (вистукування) правої ілеоцекальної (здухвинної) ділянки відзначають відчутне укорочення (затуплення) перкуторного звуку, тоді як при перкусії здорового живота там відзначають тимпаніт (тобто звук як над порожниною). Цей звуковий феномен пов'язаний із значним правобічним мезентеріальним лімфаденітом — збільшенням брижових лімфатичних вузлів. Цей симптом не є патогномонічним, його відносять до опорних діагностичних ознак при черевному тифі. 
Хоча деякі автори вважають симптомом Падалки зміни перкуторного звуку у лівій здухвинній ділянці при шигельозі, однак сам Б. Я. Падалка вважав затуплення звуку чинним лише в діагностиці черевного тифу й паратифів.   